# Tharra labena
Tharra labena är en insektsart som beskrevs av George Willis Kirkaldy 1906. Tharra labena ingår i släktet Tharra och familjen dvärgstritar. Inga underarter finns listade i Catalogue of Life.